# When Ladies Meet (pel·lícula de 1933)
 When Ladies Meet és una pel·lícula estatunidenca de Harry Beaumont, estrenada el 23 de juny de 1933.

## Argument
Un periodista de Nova York, Jimmy Lee, enamorat de Mary Howard, una jove i bonica novel·lista d'èxit, li demana la mà. Però aquesta el rebutja. Mary Howard té en realitat una relació amb el seu editor Rogers Woodruf, un home més gran que ella i ja casat. Amb la seva millor amiga, Bridget Drake, i el seu editor marxa un cap de setmana a una tranquil·la propietat. Apareix llavors, Claire, l'esposa de Rogers, amb Jimmy.

## Repartiment
- Ann Harding: Claire Woodruff
- Robert Montgomery: Jimmie Lee
- Myrna Loy: Mary Howard
- Alice Brady: Bridget Drake
- Frank Morgan: Rogers Woodruff
- Martin Burton: Walter
- Luis Alberni: Pierre

## Premis i nominacions

### Nominacions
- Oscar a la millor direcció artística per Cedric Gibbons

## Al voltant de la pel·lícula
- Rodatge: març de 1933.
- Remake de la pel·lícula el 1941 amb Greer Garson, Joan Crawford, Robert Taylor i Herbert Marshall
- L'obra de Rachel Crothers "When Ladies Meet", que va tancar la segona etapa a Broadway es veu en el cinema. Es tracta d'una producció intel·ligent i divertida, tot i que una pel·lícula té massa diàlegs i és una mica curta en l'acció. Aquí i allà, Harry Beaumont, el director, s'esforça per aprofitar l'abast de la càmera, però sovint té els personatges conversant en diverses sales.[2]